# Kris Pearn

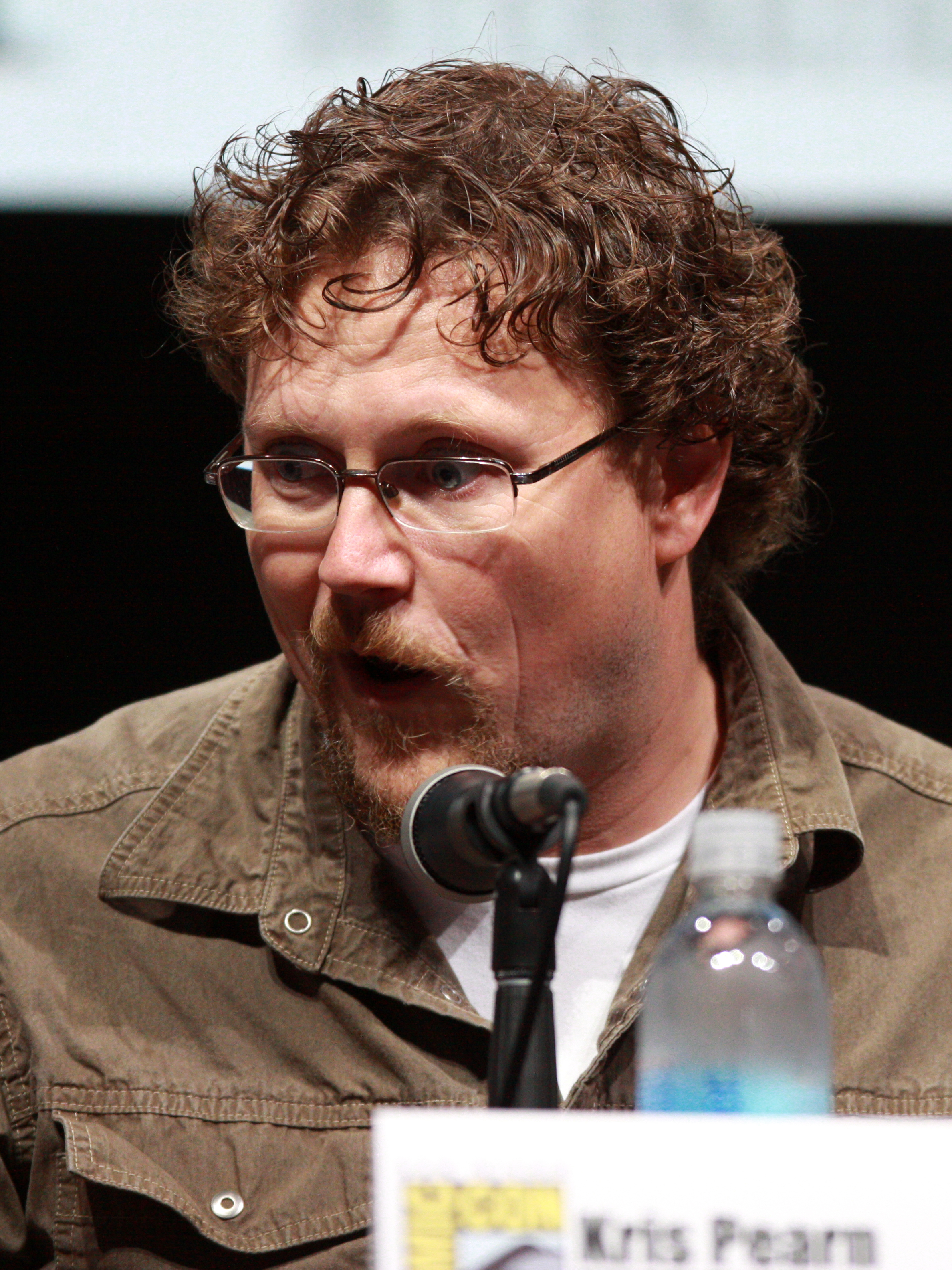
Kris Pearn (2013)

Kris Pearn (* in Ontario) ist ein kanadischer Regisseur und Produzent.

## Leben und Karriere
Pearn kam in Ontario auf die Welt, wo seine Eltern eine kleine Eselfarm betreiben. Er besuchte das Strathroy District Collegiate Institute in Strathroy-Caradoc. 
Pearn war für das Storyboard von Jagdfieber zuständig, wofür er für einen Annie Award nominiert wurde. 2013 führte er gemeinsam mit Cody Cameron Regie an dem Film Wolkig mit Aussicht auf Fleischbällchen 2. Die beiden wurden für einen Satellite Award in der Kategorie „Bester Film (Animationsfilm oder Real-/Animationsfilm)“ nominiert. Pearn arbeitete außerdem an dem Storyboard vom Arthur Weihnachtsmann, wo er auch einen der Elfen sprach. 2015 zeichnete er für das Storyboard von Jagdfieber 4: Ungebetene Besucher verantwortlich. 2020 führte er Regie bei dem Film The Willoughbys.